# Медиу-Капибариби (микрорегион)
Медиу-Капибариби (порт. Microrregião do Médio Capibaribe) — микрорегион в Бразилии, входит в штат Пернамбуку. Составная часть мезорегиона Сельскохозяйственный район штата Пернамбуку. Население составляет 	253 176	 человек (на 2010 год). Площадь — 	1758,658	 км². Плотность населения — 	143,96	 чел./км².

## Демография
Согласно сведениям, собранным в ходе переписи 2010 г. Национальным институтом географии и статистики (IBGE), население микрорегиона составляет:						
| Полное население                             | Полное население                             | Полное население                             | Полное население                             | 253 176 |
| -------------------------------------------- | -------------------------------------------- | -------------------------------------------- | -------------------------------------------- | ------- |
| в том числе:                                 | Городское население                          | 144 022                                      | Процент городского населения, %              | 56,89   |
|                                              | Сельское население                           | 109 154                                      | Процент сельского населения, %               | 43,11   |
|                                              | Мужское население                            | 123 299                                      | Процент мужского населения, %                | 48,70   |
|                                              | Женское население                            | 129 877                                      | Процент женского населения, %                | 51,30   |
| Плотность населения, чел/км²                 | Плотность населения, чел/км²                 | Плотность населения, чел/км²                 | Плотность населения, чел/км²                 | 143,96  |
| Население микрорегиона в % к населению штата | Население микрорегиона в % к населению штата | Население микрорегиона в % к населению штата | Население микрорегиона в % к населению штата | 2,88    |

## Состав микрорегиона
В составе микрорегиона  включены следующие муниципалитеты:
1. Кумару
2. Фейра-Нова
3. Жуан-Алфреду
4. Лимуэйру
5. Машадус
6. Оробо
7. Пасира
8. Салгадинью
9. Сан-Висенти-Феррер